# Region Sédhiou
Die Region Sédhiou in der Casamance ist eine Region im Süden des Senegal mit der Hauptstadt Sédhiou und wurde 2008 neu geschaffen, indem die Region Kolda um einen Teil ihres Gebietes im Westen verkleinert wurde.

## Geographische Lage
Die Region Sédhiou liegt zwischen der Region Ziguinchor im Westen und der Region Kolda im Osten sowie zwischen den Nachbarstaaten Gambia im Norden und Guinea-Bissau im Süden. 
Das größte Gewässer ist der Casamance, der durchweg mit deutlich mehr als einem Kilometer Breite die Region von Ost nach West durchzieht und ihr so als Wasserstraße dient, zugleich aber das Leben auf beiden Ufern voneinander trennt. Die Stadt Sédhiou liegt als Regionalpräfektur an seinem rechten nördlichen Ufer. Hier gibt es eine Fährverbindung zu dem zwei Kilometer entfernten anderen Ufer. Der zweite wichtige Strom der Region ist der Soungrougrou, der mit mehreren hundert Metern Breite im Westen die Grenze zur Region Ziguinchor bildet, zu der es bei Marsassoum ebenfalls nur eine Fährverbindung gibt. Sein Quellgebiet liegt in der östlich angrenzenden Region Kolda, und so teilt auch er die Region Sédhiou, sodass diese aus dem Kerngebiet zwischen den beiden Flüssen besteht und jenseits der Flüsse aus den Grenzregionen zu Gambia und Guinea-Bissau.
Der Bintang Bolong, der größte Nebenfluss am Unterlauf des Gambia-Flusses entspringt im Nordosten der Region und fließt in westlicher Richtung, bis er in den Gambia mündet.

## Gliederung
Die Region Sédhiou untergliedert sich in drei Départements:
- Bounkiling
- Goudomp
- Sédhiou

Auf den nächsten Gliederungsebenen sind für 2013 acht Arrondissements, 17 Kommunen (Communes), 22 Landgemeinden (Communautés rurales) sowie 920 amtlich erfasste Dörfer (Villages) zu nennen.